# Giải bóng đá các câu lạc bộ Đông Nam Á
Giải bóng đá các câu lạc bộ Đông Nam Á (tên quốc tế: ASEAN Super League) là giải bóng đá dự kiến được tổ chức hàng năm giữa các câu lạc bộ ở khu vực Đông Nam Á do AFF thành lập. Giải đấu này được dự kiến tổ chức năm 2017.>

## Điều lệ
Dự kiến có 8 quốc gia sẽ tham gia vào giải đấu. Sẽ không có thăng hạng cũng không xuống hạng và trận đấu vé vớt sẽ quyết định đội vô địch. 16 đội dự kiến sẽ tham dự vào giải đấu. Giải đấu sẽ được tổ chức từ các câu lạc bộ trong Liên đoàn bóng đá Đông Nam Á. Mỗi đội được đăng ký 2 cầu thủ từ mỗi nước ASEAN và 6 cầu thủ từ các nước ngoài ASEAN.
- Úc (2 câu lạc bộ).
- Thái Lan (2 câu lạc bộ).
- Malaysia (2 câu lạc bộ).
- Việt Nam (2 câu lạc bộ).
- Indonesia (2 câu lạc bộ).
- Singapore (2 câu lạc bộ).
- Myanmar (2 câu lạc bộ).
- Philippines (2 câu lạc bộ).

Ghi chú:- Nếu Úc từ chối tham dự (Vì họ có thứ hạng cao trong FIFA) sẽ được thay thế bởi các nước Lào, Campuchia, Brunei và Đông Timor dựa trên bảng xếp hạng mới nhất của họ trong FIFA. Tuy nhiên, chỉ có 2 đội sẽ được lựa chọn tham dự trong 4 quốc gia trên.
- Lào (1 câu lạc bộ).
- Campuchia (1 câu lạc bộ).
- Brunei (1 câu lạc bộ).
- Đông Timor (1 câu lạc bộ).

### Các nhà vô địch
| Năm | Vô địch | Á quân | Hạng ba |
| --- | ------- | ------ | ------- |
|     |         |        |         |